# Steinbruch Hauskirchen
Im Steinbruch Hauskirchen (lokal auch Liechtenstein’scher Steinbruch) im niederösterreichischen Weinviertel wurden sarmatische gastropodenführende Oolithe („Schneckenkalksandsteine“) abgebaut.

## Geschichte
Die Spuren des ehemaligen Abbaus im nordnordöstlich der Pfarrkirche Hauskirchen am Nordabhang des Galgenberges liegenden Bruchs zeigen sich noch heute in Form von Schrämmwänden und liegengebliebenen Quadern mit Zangenlöchern. Eine Inschrift im an der Straße gelegenen Teil bezeugt die Nutzung dieses Steinbruches im Jahr 1871 (18 F.E. 71).

## Fazies
Es handelt sich um einen bewegten, hypersalinen Flachwasserbereich, in dem die Oolithe ausgebildet wurden. Sie enthalten immer wieder Lagen von Bivalvenlumachellen mit einem teils hervorragendem Erhaltungszustand der Schalensubstanz. Auch Exemplare mit Perlmuttschicht und originaler Farberhaltung sind keine Seltenheit. Im Dünnschliff dominieren teilweise radiärstrahlig ausgebildete Ooide, wobei als Kerne unter anderem Quarze, Kalifeldspäte, kleine Gastropoden und Bivalven sowie Foraminiferen dienten. Diese Komponenten werden durch feinkörnigen, stellenweise radiär-fibrösen, eisenarmen Kalzit zementiert.

## Verwendung
Der grob- bis feinkörnige Kalksandstein galt bergfrisch als leicht bearbeitbar, der Luft ausgesetzt wird er aber immer härter, wodurch er auch sehr belastbar wird. Der abgebaute Oolith wurde beispielsweise in den Kirchen in Großkrut, Fallbach, Paasdorf, Walterskirchen, Stillfried und der Burg Falkenstein verwendet.

## Trivia
Gegen Ende des Zweiten Weltkrieges wurde im Zuge des "Geilenberg-Programmes" im Steinbruch eine Kleindestillationsanlage zur Treibstoffproduktion errichtet, deren Reste heute ebenso noch vorhanden sind.